# PARADISE AIR
座標: 北緯35度47分06秒 東経139度53分55秒 / 北緯35.78487度 東経139.89864度
PARADISE AIR（パラダイスエア）は、千葉県松戸市を拠点に行われているアーティスト・イン・レジデンス。世界各国のアーティストを招き、滞在中の創作活動を支援している。

## プロジェクト概要
PARADISE AIR（パラダイスエア）は、松戸駅西口のパチンコ店「楽園」の上層階にある元ラブホテルを活用したアーティスト・イン・レジデンス。2013年にアートプロジェクト「暮らしの芸術都市」の一環として事業を開始。かつて水戸街道沿いの宿場町として栄え、多くの旅人が行き交ったという歴史や伝統文化を生かし、「一宿一芸」をコンセプトに掲げる。アーティストはまちに芸をもたらすことにより、無料で宿泊できるという仕組み。アーティストの様々な活動を通じて、まちの地域資源を再発見し、新しい芸術文化の創出と発信を行う。